# Volgelsheim
Volgelsheim település Franciaországban, Haut-Rhin megyében. Lakosainak száma 2714 fő (2022. január 1.). Volgelsheim Neuf-Brisach, Wolfgantzen, Biesheim, Vogelgrun, Algolsheim és Weckolsheim községekkel határos.

## Közlekedés
A település vasútállomása Gare de Volgelsheim.

## Népesség
A település népessége az elmúlt években az alábbi módon változott:
| Lakosok száma | 2248 | 2512 | 2671 | 2668 | 2689 | 2680 | 2691 | 2702 | 2714 |
|               | 2013 | 2015 | 2016 | 2017 | 2018 | 2019 | 2020 | 2021 | 2022 |